# Selección femenina de voleibol de Japón

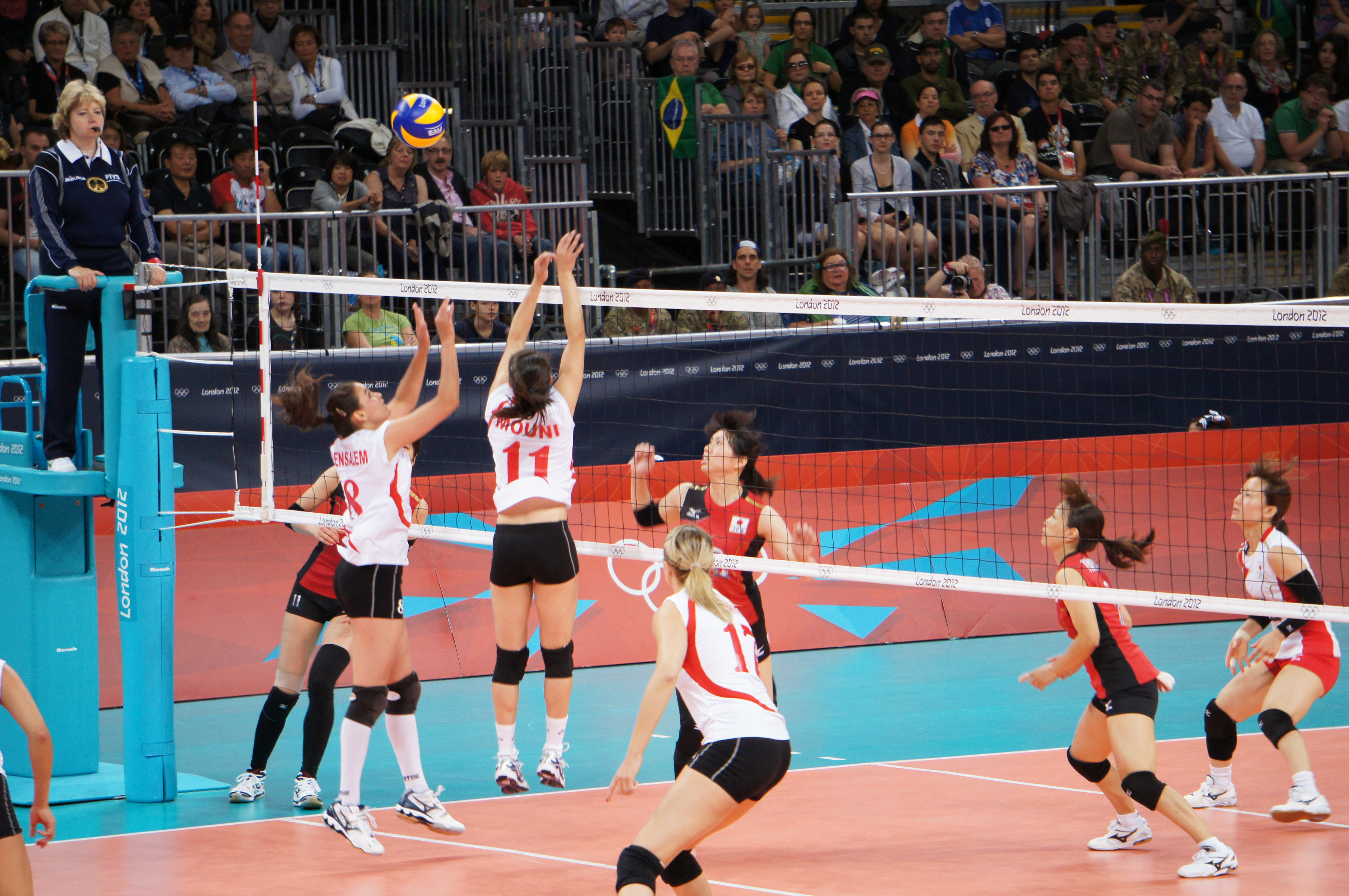
Equipos nacionales de voleibol femenino de Argelia y Japón en los Juegos Olímpicos de verano de 2012

La selección femenina de voleibol de Japón es el equipo de voleibol que representa a Japón en los campeonatos de selecciones femeninas. Son apodadas las Hinotori (fénix).
Han logrado el primer puesto en los Campeonatos Mundiales de Voleibol de 1962, 1967 y 1974. En los Juegos Olímpicos logró el oro en 1964 y 1976, la plata en 1968 y 1972, el bronce en 1984 y 2012, y el cuarto puesto en 1988.
La selección de Japón resultó segunda en el Grand Prix de Voleibol de 2014, cuarta en 1994, 1997 y 2013, y quinta en 2002, 2005, 2010 y 2011. Además, triunfó en la Copa Mundial de Voleibol de 1977, fue segunda en 1973 y 1981, y cuarta en 1985, 1989 y 2011. En la Grand Champions Cup, el equipo fue tercero en 2001 y 2013, y cuarto en 1993 y 2009. En la Liga de Naciones, sucesora del Grand Prix, logró un segundo puesto en 2024 y un cuarto puesto en 2021.
En el Campeonato Asiático de Voleibol, la selección de Japón fue campeona en 1975, 1983 y 2007, segunda en siete ediciones y tercera en seis. En los Juegos Asiáticos obtuvo cinco oros, tres platas y cuatro bronces.